# Slovenský fotbalový superpohár
Slovenský fotbalový superpohár (v minulosti se jmenoval Matičný pohár nebo Pribinov pohár) je fotbalový zápas mezi vítězem 1. slovenské fotbalové ligy a vítězem slovenského fotbalového poháru. 
Pokud jeden klub získal v sezóně tzv. double (vyhrál ligu i pohár), Slovenský superpohár se neuskutečnil - výjimkou byl rok 1994, kdy Slovan Bratislava jakožto obhájce ligového titulu i pohárového triumfu vyzval finalista poháru, celek Tatran Prešov.

## Vítěz
Vítěz superpoháru je zvýrazněn tučně.

Zdroj:
| Rok                | Místo         | Vítěz 1. slovenské fotbalové ligy | Výsledek          | Vítěz slovenského poháru         |
| ------------------ | ------------- | --------------------------------- | ----------------- | -------------------------------- |
| 1993 (neoficiální) | Nitra         | Slovan Bratislava                 | 3 – 3, (3–2 pen.) | Slovenská fotbalová reprezentace |
| 1994               | Humenné       | Slovan Bratislava                 | 2 – 0             | Tatran Prešov (finalista)        |
| 1995               | Ružomberok    | Slovan Bratislava                 | 2 – 3             | Inter Bratislava                 |
| 1996               | Nitra         | Slovan Bratislava                 | 3 – 1             | FC Chemlon Humenné               |
| 1997               | Nitra         | 1. FC Košice                      | 5 – 0             | Slovan Bratislava                |
| 1998               | Nitra         | 1. FC Košice                      | 1 – 3             | Spartak Trnava                   |
| 1999               | –             | Slovan Bratislava                 | nehrálo se        | Slovan Bratislava                |
| 2000               | –             | Inter Bratislava                  | nehrálo se        | Inter Bratislava                 |
| 2001               | –             | Inter Bratislava                  | nehrálo se        | Inter Bratislava                 |
| 2002               | Zlaté Moravce | MŠK Žilina                        | 1 – 1, (3–4 pen.) | VTJ Koba Senec                   |
| 2003               | Zlaté Moravce | MŠK Žilina                        | 2 – 0             | FK Matador Púchov                |
| 2004               | Senec         | MŠK Žilina                        | 2 – 1             | Artmedia Petržalka               |
| 2005               | Senec         | Artmedia Petržalka                | 3 – 1             | Dukla Banská Bystrica            |
| 2006               | –             | MFK Ružomberok                    | nehrálo se        | MFK Ružomberok                   |
| 2007               | Senec         | MŠK Žilina                        | 1 – 1, (5–4 pen.) | ViOn Zlaté Moravce               |
| 2008               | –             | Artmedia Petržalka                | nehrálo se        | Artmedia Petržalka               |
| 2009               | Dolný Kubín   | Slovan Bratislava                 | 2 – 0             | MFK Košice                       |
| 2010               | Bratislava    | MŠK Žilina                        | 1 – 1, (4–2 pen.) | Slovan Bratislava                |
| 2011               | –             | Slovan Bratislava                 | nehrálo se        | Slovan Bratislava                |
| 2012               | –             | MŠK Žilina                        | nehrálo se        | MŠK Žilina                       |
| 2013               | –             | Slovan Bratislava                 | nehrálo se        | Slovan Bratislava                |
| 2014               | Bratislava    | Slovan Bratislava                 | 1 – 0             | MFK Košice                       |
| 2015               | –             | FK AS Trenčín                     | nehrálo se        | FK AS Trenčín                    |

## Vítěz podle klubů
| Klub         | Vítěz | Rok                    |
| ------------ | ----- | ---------------------- |
| Slovan       | 4     | 1994, 1996, 2009, 2014 |
| Žilina       | 4     | 2003, 2004, 2007, 2010 |
| Petržalka    | 1     | 2005                   |
| Inter        | 1     | 1995                   |
| Senec        | 1     | 2002                   |
| Spartak      | 1     | 1998                   |
| 1. FC Košice | 1     | 1997                   |